# Матч СССР — США по лёгкой атлетике 1962

Стадион Стэнфорд Стэдиум, на котором проходили соревнования

Матч СССР — США по лёгкой атлетике 1962 года прошёл в Стэнфорде (Калифорния, США) 21—22 июля и окончился со счётом 173:169 в пользу сборной СССР. На стадионе соревнования, получившие неформальную характеристику «величайшей легкоатлетической встречи всех времён», смотрело рекордное количество зрителей — 153 тысячи человек. Не считая двух летних олимпиад, проходивших в столицах штатов, — Олимпиады-1984 в Лос-Анджелесе и Олимпиады-1996 в Атланте, — этот рекорд посещаемости легкоатлетического спортивного события в США для провинциального города не побит до сих пор.

## Команды
- СССР — руководитель команды Леонид Хоменков, капитан команды Пётр Болотников.

## Результаты

### Общий зачёт
|         | СССР | США |
| ------- | ---- | --- |
| Мужчины | 107  | 128 |
| Женщины | 66   | 41  |
| Всего   | 173  | 169 |

### Личный зачёт

#### 100 метров
| Мужчины | Мужчины      | Мужчины   | Женщины | Женщины        | Женщины   |
| Место   | Спортсмен    | Результат | Место   | Спортсменка    | Результат |
| ------- | ------------ | --------- | ------- | -------------- | --------- |
| 1       | Роберт Хэйес | 10,2      | 1       | Вильма Рудольф | 11,5      |
| 2       |              |           | 2       |                |           |
| 3       |              |           | 3       |                |           |
| 4       |              |           | 4       |                |           |

#### 200 метров
| Мужчины | Мужчины     | Мужчины   | Женщины | Женщины      | Женщины   |
| Место   | Спортсмен   | Результат | Место   | Спортсменка  | Результат |
| ------- | ----------- | --------- | ------- | ------------ | --------- |
| 1       | Пол Дрэйтон | 20,8      | 1       | Вивиан Браун | 23,7      |
| 2       |             |           | 2       |              |           |
| 3       |             |           | 3       |              |           |
| 4       |             |           | 4       |              |           |

#### 400 метров
| Место | Спортсмен    | Результат |
| ----- | ------------ | --------- |
| 1     | Улис Уильямс | 46,4      |
| 2     |              |           |
| 3     |              |           |
| 4     |              |           |

#### 800 метров
| Мужчины | Мужчины         | Мужчины   | Женщины | Женщины         | Женщины   |
| Место   | Спортсмен       | Результат | Место   | Спортсменка     | Результат |
| ------- | --------------- | --------- | ------- | --------------- | --------- |
| 1       | Джерри Зиберт   | 1.46,4    | 1       | Людмила Лысенко | 2.08,6    |
| 2       | Джеймс Дюпре    | 1.46,8    | 2       |                 |           |
| 3       | Валерий Булышев | 1.48,0    | 3       |                 |           |
| 4       | Абрам Кривошеев | 1.49,6    | 4       |                 |           |

#### 1500 метров
| Место | Спортсмен        | Результат  |
| ----- | ---------------- | ---------- |
| 1     | Джим Битти       | 3.39,9 NR* |
| 2     | Иван Белицкий    | 3.41,0 NR* |
| 3     | Кейт Форман      | 3.41,2     |
| 4     | Василий Савинков | 3.48,8     |

1. ↑  заменил травмированного Джима Грелле[англ.]

#### 5000 метров
| Место | Спортсмен         | Результат |
| ----- | ----------------- | --------- |
| 1     | Пётр Болотников   | 13.55,6   |
| 2     | Александр Артынюк | 14.05,4   |
| 3     | Чарли Кларк       | 14.09,8   |
| 4     | Джон Гуткнехт     | 14.31,5   |

1. ↑  заменил первоначально заявленного Юрия Никитина, снятого врачом из-за болезни

#### 10 000 метров
| Место | Спортсмен       | Результат |
| ----- | --------------- | --------- |
| 1     | Пётр Болотников | 29.17,7   |
| 2     | Леонид Иванов   | 29.30,3   |
| 3     | Макс Труэкс     | 29.36,1   |
| 4     | Пит МакАрдл     | 30.57,3   |

#### 4×100 метров
| Мужчины | Мужчины | Мужчины   | Женщины | Женщины | Женщины   |
| Место   | Команда | Результат | Место   | Команда | Результат |
| ------- | ------- | --------- | ------- | ------- | --------- |
| 1       | Сборная | 39,6      | 1       | Сборная | 44,6      |
| 2       | Сборная |           | 2       | Сборная |           |

#### 4×400 метров
| Место | Команда | Результат |
| ----- | ------- | --------- |
| 1     | Сборная | 3.03,8    |
| 2     | Сборная |           |

#### 110/80 метров с барьерами
| Мужчины | Мужчины     | Мужчины   | Женщины | Женщины     | Женщины   |
| Место   | Спортсмен   | Результат | Место   | Спортсменка | Результат |
| ------- | ----------- | --------- | ------- | ----------- | --------- |
| 1       | Джерри Тарр | 13,4      | 1       | Ирина Пресс | 10,7      |
| 2       |             |           | 2       |             |           |
| 3       |             |           | 3       |             |           |
| 4       |             |           | 4       |             |           |

#### 400 метров с барьерами
| Место | Спортсмен       | Результат |
| ----- | --------------- | --------- |
| 1     | Вилли Эттербери | 50,3      |
| 2     |                 |           |
| 3     |                 |           |
| 4     |                 |           |

#### 3000 метров с препятствиями
| Место | Спортсмен       | Результат |
| ----- | --------------- | --------- |
| 1     | Николай Соколов | 8.42,3    |
| 2     |                 |           |
| 3     |                 |           |
| 4     |                 |           |

#### Ходьба 20 км
| Место | Спортсмен           | Результат |
| ----- | ------------------- | --------- |
| 1     | Владимир Голубничий | 1:37.51,3 |
| 2     |                     |           |
| 3     |                     |           |
| 4     |                     |           |

#### Высота
| Мужчины | Мужчины         | Мужчины   | Женщины | Женщины       | Женщины   |
| Место   | Спортсмен       | Результат | Место   | Спортсменка   | Результат |
| ------- | --------------- | --------- | ------- | ------------- | --------- |
| 1       | Валерий Брумель | 2,26 WR*  | 1       | Таисия Ченчик | 1,70      |
| 2       |                 |           | 2       |               |           |
| 3       |                 |           | 3       |               |           |
| 4       |                 |           | 4       |               |           |

#### Шест
| Место | Спортсмен  | Результат |
| ----- | ---------- | --------- |
| 1     | Рон Моррис | 4,90      |
| 2     |            |           |
| 3     |            |           |
| 4     |            |           |

#### Длина
| Мужчины | Мужчины      | Мужчины   | Женщины | Женщины           | Женщины   |
| Место   | Спортсмен    | Результат | Место   | Спортсменка       | Результат |
| ------- | ------------ | --------- | ------- | ----------------- | --------- |
| 1       | Ральф Бостон | 8,15      | 1       | Татьяна Щелканова | 6,39      |
| 2       |              |           | 2       |                   |           |
| 3       |              |           | 3       |                   |           |
| 4       |              |           | 4       |                   |           |

#### Тройной
| Место | Спортсмен       | Результат |
| ----- | --------------- | --------- |
| 1     | Владимир Горяев | 16,60     |
| 2     |                 |           |
| 3     |                 |           |
| 4     |                 |           |

#### Ядро
| Мужчины | Мужчины        | Мужчины   | Женщины | Женщины      | Женщины   |
| Место   | Спортсмен      | Результат | Место   | Спортсменка  | Результат |
| ------- | -------------- | --------- | ------- | ------------ | --------- |
| 1       | Даллас Лонг    | 19,53     | 1       | Тамара Пресс | 17,39     |
| 2       |                |           | 2       |              |           |
| 3       | Виктор Липснис | 18,93 NR* | 3       |              |           |
| 4       |                |           | 4       |              |           |

#### Диск
| Мужчины | Мужчины   | Мужчины   | Женщины | Женщины      | Женщины   |
| Место   | Спортсмен | Результат | Место   | Спортсменка  | Результат |
| ------- | --------- | --------- | ------- | ------------ | --------- |
| 1       | Эл Ортер  | 60,93     | 1       | Тамара Пресс | 57,74     |
| 2       |           |           | 2       |              |           |
| 3       |           |           | 3       |              |           |
| 4       |           |           | 4       |              |           |

#### Молот
| Место | Спортсмен        | Результат |
| ----- | ---------------- | --------- |
| 1     | Гарольд Коннолли | 70,67 WR* |
| 2     |                  |           |
| 3     |                  |           |
| 4     |                  |           |

#### Копьё
| Мужчины | Мужчины    | Мужчины   | Женщины | Женщины         | Женщины   |
| Место   | Спортсмен  | Результат | Место   | Спортсменка     | Результат |
| ------- | ---------- | --------- | ------- | --------------- | --------- |
| 1       | Янис Лусис | 82,09     | 1       | Эльвира Озолина | 55,59     |
| 2       |            |           | 2       |                 |           |
| 3       |            |           | 3       |                 |           |
| 4       |            |           | 4       |                 |           |

#### Десятиборье
| Место | Спортсмен        | Результат |
| ----- | ---------------- | --------- |
| 1     | Василий Кузнецов | 7830      |
| 2     |                  |           |
| 3     |                  |           |
| 4     |                  |           |